# Graphium penicillioides
Graphium penicillioides är en lavart som beskrevs av Corda 1837. Graphium penicillioides ingår i släktet Graphium och familjen Microascaceae.   Inga underarter finns listade i Catalogue of Life.